# Tomaros
Tomaros (griechisch Τόμαρος, auch Ολύτσικας Olytsikas oder Tmaros) ist ein Berg in Westgriechenland, im Südwesten des Regionalbezirks Ioannina (gr. Periferiaki Enotita Ioanninas). Er erhebt sich im Süden der historischen Stätte Dodona und gehört zum Pindos-Gebirge. Seine höchste Erhebung, der Pentolakos, steigt bis auf 1974 m an. Die Flanken des Berges sind bewaldet, während in höheren Lagen trockenes Grasland vorherrscht.
Im Umkreis liegen die Dörfer Agia Anastasia, Dodonochoria · Δωδωνοχώρια (Ortsteile: Dramessii, Dodoni, Mantio, Meligi, Manoliassa · Σοινοικισμός Μπενιά, Μανολιάσσα Ηπείρου), sowie Theriakisio, Agia Kyriaki, Kopani, Agios Dimitrios (Epirus) (Lagiotissa, Melia), Pentolakkos, Vargiades, Lippa, Platania, Asprochori, Tyria und Baosii · Μπαουσιοί (Im Uhrzeigersinn, beginnend im Norden). Die nächste größere Stadt ist Ioannina.
An der Südspitze schließt sich unmittelbar der kleinere Murisi · Μουριζι an. Weitere benachbarte Berge sind der Xerovouni im Südwesten, und das Souli-Gebirge im Südwesten. Nördlich erstrecken sich die Berge von Kourent · Όρη Κουρέντων (1172 m).
Im Norden führt die Aftokinitodromos 2 (Egnatia Odos) von Igoumenitsa über Ioannina nach Thessaloniki vorbei.
An seinem Fuß entspringt der Louros.

## Etymologie
Es gibt verschiedene Theorien für die Herkunft des Namens.
Zum einen aus dem Griechischen:
- temno · "geschnitten" und oros · Berg als "Scharfer Berg"
- oder im Anklang an die indoeuropäische Ursprache *tom-/*tem- "beschnitten". Vergleiche das Vale of Tempe, Tomi und die Tomouroi Priester von Dodona (Holzfäller)[2] auch "rein gemacht" (mit beschnittenem Schwanz oura)[3]
- tomarion Verkleinerungsform von tomos Abschnitt, Stück Land.

Außerdem über das Illyrische:
- in Verwandtschaft mit Tmor Tomori Illyrien und dem Beinamen Temus. Möglicherweise ein Begriff für "Dunkelheit", PIE *temes  verwandt mit dem Althochdeutschen demar "Dunkelheit", dinstar "dunkel", u. a.[4][5]